# Hurrikan Dennis (1999)
Hurrikan Dennis war während der atlantischen Hurrikansaison 1999 ein Hurrikan in der Kategorie 2, der zwar als Hurrikan nicht das Festland erreichte, aber auf seinem herumirrenden Kurs entlang der Küste von North Carolina Winde in Hurrikanstärke verursachte. Diese waren für Küstenerosion, 157 Millionen US-Dollar Schäden und 4 Tote verantwortlich. Die Starkregenfälle, die Dennis begleiteten, bereiteten das Feld für die zerstörerischen Fluten durch Hurrikan Floyd etwa zwei Wochen später.

## Sturmverlauf

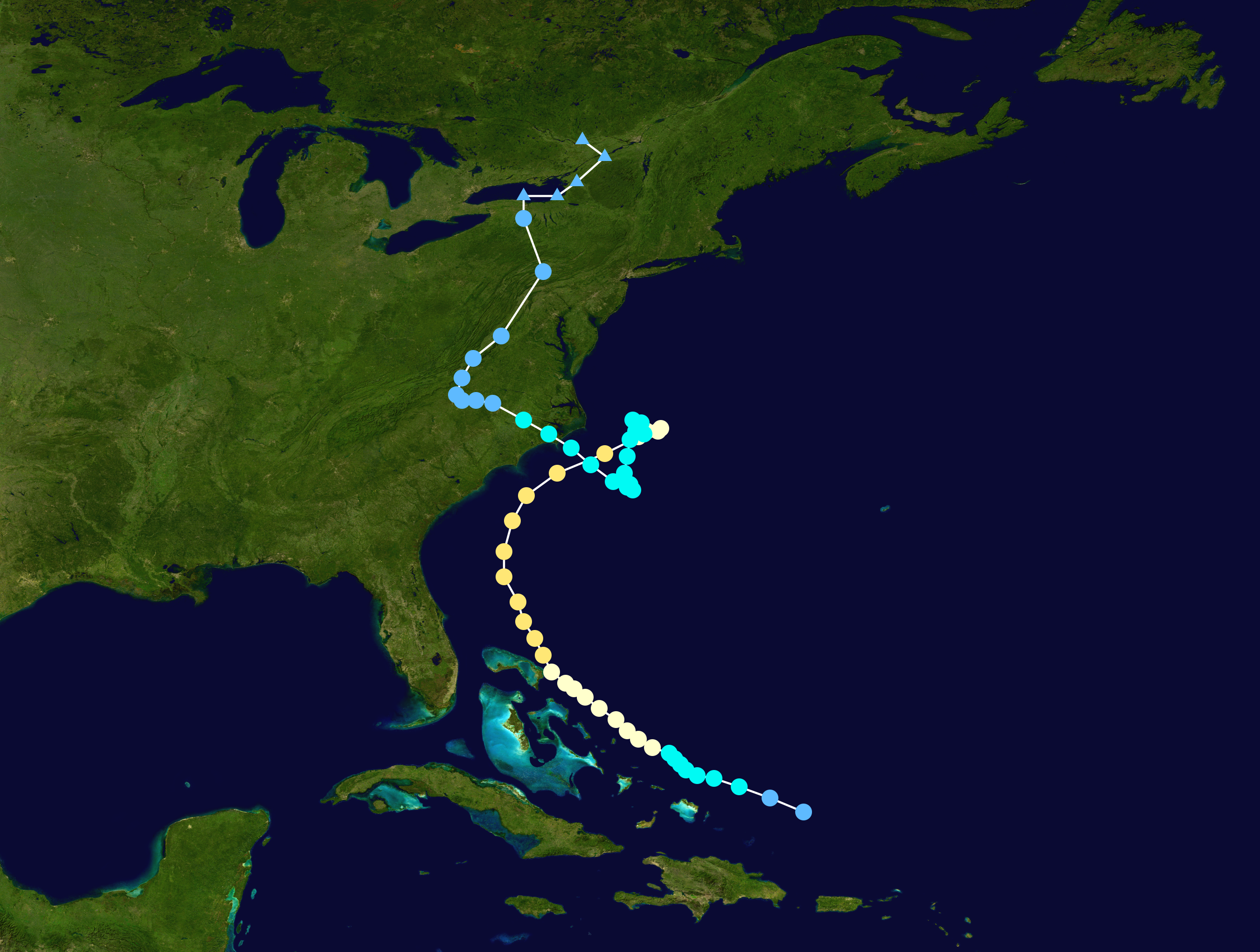
Zugbahn von Hurrikan Dennis

Eine tropische Welle löste sich am 17. August von der westafrikanischen Küste und wanderte in westnordwestlicher Richtung, ohne sich weiter aufzubauen, bis sich am 21. August die Konvektion verstärkte. Eine Zirkulationsbewegung entwickelte sich, als das System nördlich der Kleinen Antillen vorbeizog und am 24. August wurde das System vom National Hurricane Center als Tropisches Tiefdruckgebiet Fünf klassifiziert. Es befand sich zu diesem Zeitpunkt etwa 350 km östlich von Grand Turk. Es behielt seine Richtung nach West-Nordwest bei und wurde noch am selben Tag zum Tropischen Sturm Dennis aufgestuft.
Da das System sich am östlichen Ende einer meteorologischen Rinne befand, wurde Dennis durch westliche Scherwinde beeinflusst. Trotz der ungünstigen Bedingungen intensivierte sich der Sturm und erreichte den Status eines Hurrikans am 26. August über den Bahamas. Durch die Rinne verursacht war die Zugbahn von Dennis sehr unregelmäßig und eine schnelle Vorwärtsbewegung wechselte mit dem Driften an fast stabilem Ort ab. Nachdem Dennis die Bahamas passiert hatte, Name die Windscherung ab und der Hurrikan konnte am 28. August Kategorie 2 erreichen.
Eine subtropische Rinne brachte Dennis in nördliche und nordöstliche Richtung, in einer Parallelen zur Küste von Florida bis nach North Carolina. Seinen Höhepunkt erreicht Dennis am 28. August östlich von Florida mit einer Windgeschwindigkeit von 170 km/h, obwohl das Windfeld zu keiner Zeit dem eines klassischen Hurrikanes entsprach. Das Auge hatte einen Durchmesser von etwa 55 Kilometern und bei manchen Erkundungsflügen haben die Hurricane Hunter ein Auge nicht einmal ausmachen können. Dies ist vermutlich eine Folge der in der Höhe verbliebenen Windscherungen. Dennis schwächte sich auf dem weiteren Weg nach Nordosten ab, aber brachte an die Küste von North Carolina am 30. August immer noch Winde in Hurrikanstärke.
Hurrikan Dennis geriet an eine Kaltluftfront, die vertikale Windscherung verursachte und kühle, trockene Luft wirkte sich auf die Zirkulation aus. Eine Hochdruckfront nördlich des Sturmes verursachte den Stillstand des Hurrikanzentrums und infolge dieser ungünstigen Bedingungen schwächte sich der Hurrikan am 1. September zu einem tropischen Sturm ab. Am 1. und 2. September erinnerte Dennis mit seiner schlecht ausgebildeten Konvektion und dem größeren Windfeld eher an eine subtropische Zyklone oder gar außertropischen Sturm, behielt aber seinen warmen Kern bei, da er in südliche Richtung driftete und so wieder über wärmeres Wasser gelangte. Dennis erlangte wieder eine größere Stärke, als er sich in westnordwestlicher Richtung wandte und er lief bei Harkers Island in North Carolina am 5. September auf die Küste auf, als er knapp unter Hurrikanstärke war. Der Sturm verlor über Land sehr schnell seine Intensität und dreht nordwärts nach Virginia. Er wurde am 7. September außertropisch und am 8. September von einem größeren Tiefdruckgebiet über Kanada absorbiert.

## Auswirkungen

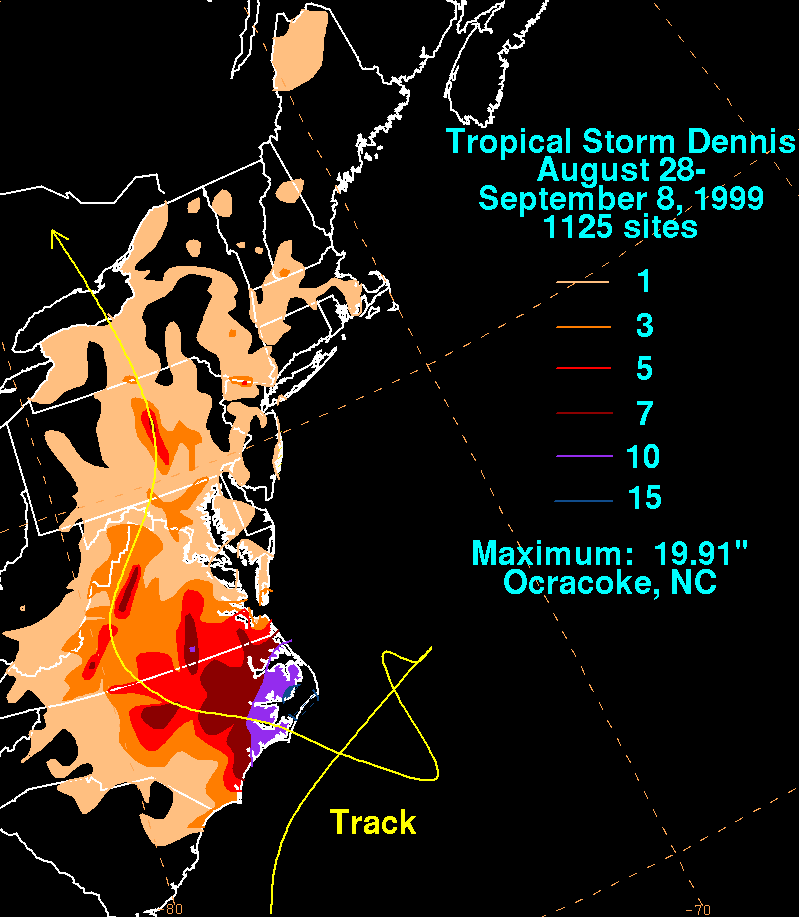
Rainfall from Dennis

Von Hurrikan Dennis waren die Bahamas, der Südosten der Vereinigten Staaten, sowie North Carolina und Virginia betroffen.

### Bahamas
Dennis brachte Winde in der Stärke eines tropischen Sturmes und in Hurrikanstärke auf die Bahamas. Auf Grand Bahama hat eine Wetterstation Windgeschwindigkeiten von 65 km/h, während andere Gebiete der Inseln Werte zwischen 110 und 120 km/h maßen. Als der Sturm am 28. August über die Abaco Islands hinwegzog, wurde ein Luftdruck von 976 mbar gemessen und der Stand der Flut war 0,6 bis 0,9 m über dem Normalwert. Die Niederschlagsmenge auf Eleuthera und Abaco betrug 110 mm. Dennis verursachte auf den Bahamas moderate Schäden. Auf Abaco Island unterspülten die Regenfälle und die Brandung einige Straßen. Dennis verursachte auch nennenswerte Schäden an Bäumen und Booten, es gibt jedoch keine Bericht über Personenschäden auf den Inseln.

### Südosten der Vereinigten Staaten
Als Dennis noch vor der Küste entlangzog, erreichten Winde von bis zu 55 km/h und Böen von bis zu 65 km/h Jacksonville. In St. Augustine meldete eine Wetterstation eine Böe von 60 km/h. Die Regenfälle durch Dennis waren in Florida minimal, am Flughafen Jacksonville wurden nur 3 mm Niederschlag gemessen. Die Sturmflut betrug 2,4 bis 3,2 m und die Küstenerosion war gering. Die starken reißenden Strömungen verursachten ein Todesopfer.
Im Bundesstaat Georgia wurden Windböen von 55 km gemessen und nur einzelne Regenschauer beobachtet.
In South Carolina berichteten mehrere Wetterstationen Windgeschwindigkeiten zwischen 65 und 90 km/h und einzelne Böen erreichten Hurrikanstärke. Die Niederschläge summierten sich mancherorts auf 30 mm und Bojen haben Wasserstände gemessen, die 60 cm über dem Normalwert lagen. Geringe bis mittlere Küstenerosion verursacht Dennis zwischen Charleston und dem Colleton County. Der Schaden in South Carolina beschränkte sich auf umgestützte Bäume und verbreitete Stromausfälle.

### North Carolina

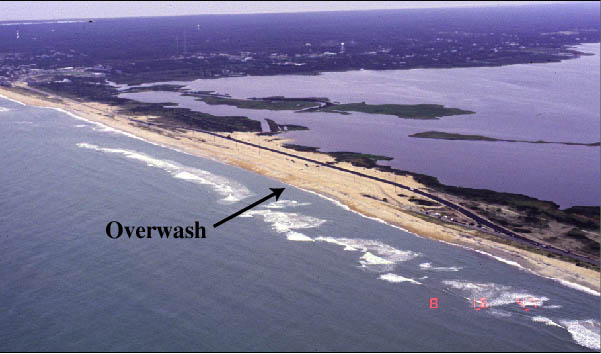
Die Sturmflut überspülte einen Abschnitt von Highway 12 in North Carolina.

Am 30. August erreichten Winde von Dennis entlang der Küste von North Carolina die Stärke eines tropischen Sturmes und Böen waren in Hurrikanstärke. Cape Hatteras und Wrightsville Beach meldeten Böen vom 145 bis 160 km/h. Eine Wetterstation meldete einen Luftdruck von 977 mbar. Beim Erreichen der Küste am 4. September erreichten die Windgeschwindigkeiten im Osten von North Carolina die eines tropischen Sturmes. 70 km/h wurden auf der Marine Corps Air Station Cherry Point aufgezeichnet. Die Sturmflut erreichte an der Küste North Carolinas 90 bis 150 cm über dem Normalstand. Weil Dennis eine geringe Zuggeschwindigkeit hatte, waren damit starke Regenfälle im Osten des Bundesstaates North Carolina verbunden. Die höchste gemessene Niederschlagsmenge betrug 485 mm in Ocracoke, wobei die Regenmengen ansonsten zwischen 75 und 250 mm schwankten. Der Regen war von Vorteil, weil damit eine längere Trockenheitsperiode unterbrochen wurde, bereitete aber auch das Feld für die katastrophalen Überflutungen durch Hurrikan Floyd einen Monat später. Durch die Regenfälle entstand ein Sachschaden von 60 Millionen US-Dollar an Gebäuden und Infrastruktur sowie 37 Millionen US-Dollar in der Landwirtschaft. Außerdem verursachte Dennis zwei indirekte Todesfälle, als sturmbedingt zwei Autos zusammenstießen. Durch die schweren Regenfälle wurde auch der Stromausfall für etwa 56.000 Personen bei Wilmington verursacht.

### Virginia
In Virginia wurden auf der Langley Air Force Base Winde von 80 km/h und Böen von bis zu 120 km/h gemessen und die Gezeitenhöhen waren 60 bis 120 Zentimeter über dem normalen Stand. Im Südosten Virginias fielen 25 bis 75 mm Regen und ein durch Dennis ausgelöster F2-Tornado trat in Hampton auf, beschädigte mehrere Gebäude und verletzte 15 Personen teilweise schwer. Der durch den Tornado verursachte Schaden betrug 7 Millionen US-Dollar. Insgesamt beliefen sich die Schäden im Südosten Virginias auf 97 Millionen US-Dollar. Als tropischer Sturm verursachte Dennis in Virginia auch Stromausfälle, von denen 22.500 Einwohner im Südosten des Bundesstaates betroffen waren.

## Keine Streichung des Namens
Der Name Dennis wurde nicht von der Liste der Namen tropischer Wirbelstürme gestrichen, sondern wurde während der Hurrikansaison 2005 erneut verwendet; nach den Zerstörungen durch Hurrikan Dennis des Jahres 2005 erfolgte aber dann die Streichung und Ersetzung durch den Namen Don.